# İçmeler, Marmaris

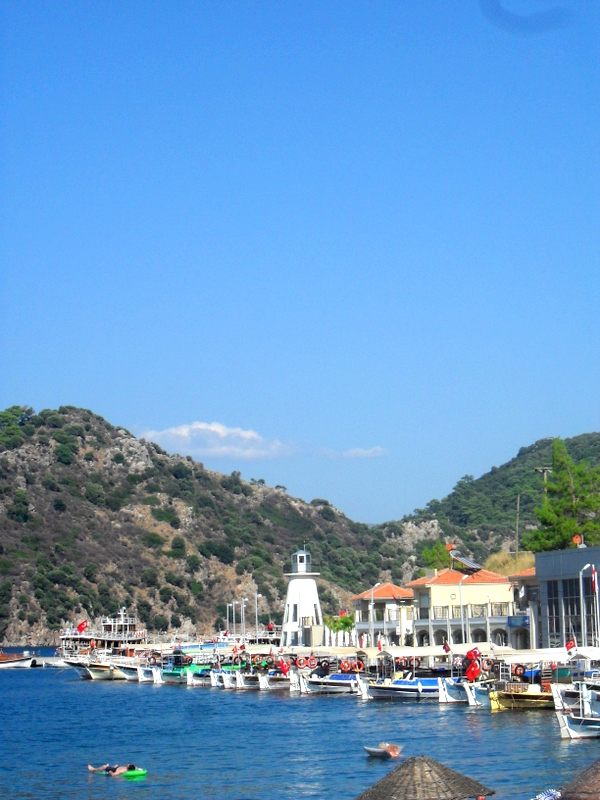
İçmeler

İçmeler là một thị trấn thuộc huyện Marmaris, tỉnh Muğla, Thổ Nhĩ Kỳ. Dân số thời điểm năm 2011 là 5.276 người.